# Damian Janikowski
Damian Janikowski, född den 27 juni 1989 i Wrocław, Polen, är en polsk brottare som tog OS-brons i mellanviktsbrottning vid de grekisk-romerska OS-brottningstävlingarna 2012 i London. 